# Magnus Hendric Brummer
Magnus Hendric Brummer, född 1735 på Trossnäs i Nors socken, Värmlands län, död 8 juli 1790 på Uddaveka i Eftra socken, Hallands län, var en svensk militär och överjägmästare.
Magnus Henrik Brummer var son till överstelöjtnant Bernt Vilhelm Brummer. Han blev student vid Uppsala universitet 1752, volontär vid Västgöta kavalleriregemente 1755 och vid livgardet 1756 samt rustmästare där senare samma år. I september 1756 blev Brummer sergeant vid Västgöta-Dals regemente, januari 1757 sekundadjutant vid samma regemente och erhöll i september löjtnants titel. Från maj 1757 deltog han i Pommerska kriget, erhöll i juni 1758 fänriks indelning och blev fången vid Anklams kapitulation i januari 1759. Efter fredsslutet 1762 frigavs han och befordrades 1763 till löjtnant, och erhöll löjtnants indelning vid Vedbo kompani kort därpå transport till Sundals kompani. Genom ett fall från hästen i december 1758 hade han ådragit sig ljumskbråck, vilket 1770 tvingade honom att lämna krigstjänsten. Trots en viss pension som skadad i rikets tjänst hade han svårt att klara sig, och bad 1773 om att få återinträda i krigstjänst. Hans ansökan avslogs, liksom hans försök att få anställning i utlandet, men 1775 lyckades han få en befattning som överjägmästare i Hallands län. 
Även här hade han svårt att överleva på sin lön. Som överjägmästare utgav han dock några skrifter, Kort utdrag af alla K. förordningar, resolutioner och bref rörande skogarnes wård och nyttjande i riket samt jagt och djurfång (1787) och Försök til et swenskt skogs- och jagtlexicon (1789). Han tog 1787 avsked från sin tjänst, i hopp om att kunna förhandla sig till en bättre lönesituation, vilket dock misslyckades. Han ingav 1790 en ansökan om ny tjänst vilken avslog i februari samma år. 